# You Shook Me
«You Shook Me» (укр. Ти дістала мене) — блюзова композиція написана Віллі Діксоном та Дж. Б. Ленором. Першим її в інструментальній версії записав Ерл Гукер, а у 1962 році на цей запис було накладено доріжку з вокалом Мадді Вотерса.

## Версія Мадді Вотерса
Оригінальна версія пісні була записана у наступному складі музикантів:
- Мадді Вотерс — вокал
- Віллі Діксон — контрабас
- Ерл Гукер — гітара
- Дж. Т. Браун та Ернест Коттон — тенор-саксофон
- Джонні «Біг Мус» Вокер — електроорган
- Кейсі Джонс — ударні

## Версія Led Zeppelin
Пісню записувало багато музикантів, зокрема Джефф Бек для альбому Truth (1968) та, найвідоміша версія, англійський рок-гурт Led Zeppelin для свого дебютного альбому Led Zeppelin 1969 року.
Версія Led Zeppelin була записана у 1969 році, а це на декілька місяців пізніше, ніж у Бека і тому він звинуватив їх у крадіжці своєї ідеї. Це висказування, а також, взагалі-то, дуже схоже звучання пісні на Led Zeppelin та Truth, призвело до суперечки між Беком та гітаристом Led Zeppelin Джиммі Пейджем. Бек та Пейдж до того часу були добрими друзями, обидва грали у The Yardbirds. Цікавим є той факт, що басист і клавішник Led Zeppelin Джон Пол Джонс зіграв на органі у версії Бека, оскільци це була його робота коли він був студійним музикантом.
В інтерв'ю 1977 року Джиммі Пейдж розповідав:
|                                                     | ...ми щойно випустили свій перший LP (Led Zeppelin), на якому була “You Shook Me”, а потім я почув що він [Бек] зробив “You Shook Me” (Truth). Я злякався, оскільки думав що вони будуть однаковими. Але ж я навіть не знав що він зробить її, та й він не знав що ми робимо. Оригінальний текст (англ.) [...we’d done our first LP (Led Zeppelin) with “You Shook Me”, and then I heard he’d [Beck had] done “You Shook Me” (Truth). I was terrified because I thought they’d be the same. But I hadn’t even known he’d done it, and he hadn’t known that we had.] Помилка: [undefined] Помилка: {{Lang}}: немає тексту (допомога): текст вже має курсивний шрифт (допомога) |
| — Джиммі Пейдж, інтерв'ю журналу Guitar World, 1977 | |

В іншому інтерв'ю, яке Пейдж також дав у 1977 році, він пояснив детальніше:
|                                              | У Бека був такий саме музикальний смак, як і у мене. Ось чому ви можете знайти на наших перших LP такі пісні як "You Shook Me". Це речі, які ми разом грали у гурті. Коли ми записали її для першого альбому Zeppelin, хтось мені сказав, що він вже записав її. Я подумав, "Господи, вони ж будуть однаковими", але на щастя, вони не були. Я й думки не мав, що він зробив її. Вона була у Truth, але я вперше почув її у Маямі після того як ми записали свою версію. Це класичний приклад того, як люди походять з однієї музичної сфери, маючи однаковий музичний смак. Оригінальний текст (англ.) [[Beck] had the same sort of taste in music as I did. That's why you'll find on the early LPs we both did a song like "You Shook Me." It was the type of thing we'd both played in bands. Someone told me he'd already recorded it after we'd already put it down on the first Zeppelin album. I thought, "Oh dear, it's going to be identical," but it was nothing like it, fortunately. I just had no idea he'd done it. It was on Truth but I first heard it when I was in Miami after we'd recorded our version. It's a classic example of coming from the same area musically, of having a similar taste.] Помилка: [undefined] Помилка: {{Lang}}: немає тексту (допомога): текст вже має курсивний шрифт (допомога) |
| — Джиммі Пейдж, інтерв'ю Trouser Press, 1977 | |

Зі свого боку, Бек розповів що він вперше почув версію Пейджа, коли той сам зіграв її йому:
|             | Він сказав "Послухай-но це. Послухай Бонзо, цього хлопця звуть Джон Бонам, і він у мене". І я сказав що послухаю, і моє серце обірвалося, коли я почув "You Shook Me". Я поглянув на нього і сказав "Джим, що?" і сльози та гнів охопили мене. Я думав "Він що, глузує з мене? Так і є". Я маю на увазі що є Truth, який крутиться на всіх програвачах, а тут з'являються ці турки зі своєю версією. Ох боже... потім я усвідомив, що все серйозно, і у нього є цей суперважкий барабанщик, і я подумав "Ну от, знову" — він трохи випередив мене. Оригінальний текст (англ.) [He said, "Listen to this. Listen to Bonzo, this guy called John Bonham that I've got." And so I said I would, and my heart just sank when I heard "You Shook Me". I looked at him and said "Jim, what?" and the tears were coming out with anger. I thought "This is a piss-take, it's got to be." I mean, there's Truth still spinning on everybody's turntable, and this turkey's come out with another version. Oh boy ... then I realised it was serious, and he did have this heavyweight drummer, and I thought "Here we go again" - pipped at the post kind of thing.] Помилка: [undefined] Помилка: {{Lang}}: немає тексту (допомога): текст вже має курсивний шрифт (допомога) |
| — Джефф Бек | |

Для запису версії Led Zeppelin Джон Пол Джонс зробив три доріжки клавішних: дві з органом та одну з піаніно. Пейдж використав техніку «луни, що випереджає» (англ. backward echo) ближче до кінця пісні, де Роберт Плант використовує скримінг. Ця техніка полягає у тому, що луна звучить перед звуком, що її породжує, а досягається це тим, що стрічку для запису перегортають, на вільну доріжку записують луну, потім стрічку повертають у попередня положення. Пейдж розробив цю методику записуючи сингл «Ten Little Indians» з The Yardbirds у 1967 році.
«You Shook Me» одна з перших пісень Led Zeppelin, де використовується блюзовий ефект call and response (коли вокаліст копіює звучання інструментів, в основному гітари), який у подальшому можна почути на кожному альбомі та виступі гурту. Пейдж використовує слайд у цій пісні, а сама вона розпочинається з блюзової мелодії, яка нагадує стиль Елмора Джеймса. Пісня дуже часто була у списку композицій, які гурт виконував на своїх перших концертах, можливо тому, що вона прекрасно відображає можливості кожного з учасників. У 1973 року її було замінено на матеріал з нових альбомів (але інколи вона входила до попурі «Whole Lotta Love»).
У 1999 році Джиммі Пейдж грав цю пісню разом з The Black Crowes, і її можна почути на альбомі Live at the Greek.

## Інші версії
- 1968: Джефф Бек (Truth)
- 1970: Віллі Діксон (I Am the Blues)
- 1993: Бі Бі Кінг (Blues Summit)
- 1995: Мік Тейлор (Live at 14 Below: Coastin' Home [запис з концерту 1 лютого 1995])
- 1996: The Blues Band (Homage [запис з концерту 1993 року])
- 1997: Кіллер Валес (Shredzilla)
- 2000: Джиммі Пейдж та The Black Crowes (Live at the Greek)
- 2002: Ліза Ферґюсон (Livin' Lovin' Played: A Led Zeppelin Tribute)
- 2004: Етта Джеймс (Blues to the Bone)
- 2004: Джордж Лінч (Furious George)
- 2008: Артімус Пайл (Led Box: The Ultimate Led Zeppelin Tribute)